# Fare Forward Voyagers (Soldier's Choice)
Fare Forward Voyagers (Soldier's Choice) è un album di John Fahey pubblicato nel 1973.
Il disco, ispirato ai versi di Thomas Stearns Eliot e dalla filosofia del guru indiano Swami Satchidananda (a cui Fahey dedica il disco), per il quale aveva, in quel periodo, una vera e propria infatuazione, è considerato uno dei suoi migliori, riuscendo a miscelare e rinnovare il folk americano con elementi sia di musica, che di spiritualità indiana..

## Tracce
Tutti i brani sono di John Fahey.
Lato A
1. When the Fire and the Rose Are One – 13:54
2. Thus Krishna on the Battlefield – 6:37

Durata totale: 20:31
Lato B
1. Fare Forward Voyagers – 23:37

Durata totale: 23:37

## Musicisti
- John Fahey - Chitarra